# Carlisle (Massachusetts)
Carlisle – miasto w Stanach Zjednoczonych, w stanie Massachusetts, w hrabstwie Middlesex.